# Pandava laminata
Espèce
Synonymes
- Amaurobius laminatus Thorell, 1878
- Amaurobius castaneiceps Simon, 1893
- Titanoeca birmanica Thorell, 1895
- Amaurobius taprobanicola Strand, 1907
- Amaurobius chinesicus Strand, 1907
- Titanoeca fulmeki Reimoser, 1927
- Syrorisa mumfordi Berland, 1933
- Amaurobius yanoianus Nakatsudi, 1943
- Phaeocedus nicobarensis Tikader, 1977

Pandava laminata est une espèce d'araignées aranéomorphes de la famille des Titanoecidae.

## Distribution
Cette espèce se rencontre au Kenya, en Tanzanie, à Madagascar, au Sri Lanka, en Inde, en Chine, au Japon, aux Philippines, en Thaïlande, en Birmanie, en Indonésie, en Nouvelle-Guinée, en Micronésie et aux Marquises,.
Elle a été introduite en Finlande, en Grande-Bretagne, aux Pays-Bas, en Allemagne, en Pologne, en Hongrie et en Bulgarie,.

## Description
Le mâle holotype mesure 5 mm.
Le mâle décrit par Almeida-Silva, Griswold et Brescovit en 2010 mesure 5,65 mm et la femelle 7,12 mm.

## Systématique et taxinomie
Cette espèce a été décrite sous le protonyme Amaurobius laminatus par Thorell en 1878. Elle est placée dans le genre Pandava par Lehtinen en 1967.
Amaurobius castaneiceps, Titanoeca birmanica, Amaurobius taprobanicola, Amaurobius chinesicus, Titanoeca fulmeki et Syrorisa mumfordi, ont été placées en synonymie par Lehtinen en 1967.
Amaurobius yanoianus a été placée en synonymie par Marusik, Otto et Japoshvili en 2020.
Phaeocedus nicobarensis a été placée en synonymie par Sankaran, Caleb et Sebastian en 2021.

## Publication originale
- Thorell, 1878 : « Studi sui ragni Malesi e Papuani. II. Ragni di Amboina raccolti Prof. O. Beccari. » Annali del Museo Civico di Storia Naturale di Genova, vol. 13, p. 1-317 (texte intégral).